# Androsace podlechii
Androsace podlechii är en viveväxtart som beskrevs av Per Erland Berg Wendelbo. Androsace podlechii ingår i släktet grusvivor, och familjen viveväxter. Inga underarter finns listade i Catalogue of Life.